# Miroslav Votava
Miroslav Votava (Prága, Csehszlovákia, 1956. április 25. –) nyugatnémet válogatott Európa-bajnok cseh származású német labdarúgó, középpályás, edző.

## Pályafutása

### Klubcsapatban
Prágában született és a Dukla Praha csapatában kezdte a labdarúgást. Szüleivel 1968-ban a prágai tavasz idején elhagyták Csehszlovákiát és először Ausztráliában, majd Nyugat-Németországban telepedtek le. 1968 és 1973 között a Vfl Witten korosztályos csapatában játszott. Itt figyelt fel rá a Borussia Dortmund és szerződtette és 1974-ben mutatkozott be a Bundesliga másodosztályában. 1976-tól már az élvonalban szerepelt a csapattal, hol 1982-ig játszott. 1982 és 1985 között a spanyol Atlético de Madrid labdarúgója volt, ahol a csapattal spanyol kupát nyert 1985-ben. Ezt követően hazatért a Werder Bremen együtteséhez, ahol 11 idényen át szerepelt és nagyon kevés mérkőzésről hiányzott. Két-két bajnoki címhez és német kupa győzelemhez segítette csapatát. Tagja volt az 1991–92-es KEK-győztes csapatnak. 1996. augusztus 24-én 40 évesen és 121 naposan a Bundesliga legidősebb gólszerzője lett a VfB Stuttgart elleni 2–1-es vereséggel végződő találkozón. 1996–97-ben a másodosztályú VfB Oldenburg csapatában fejezi be hosszú – 23 éves - profi pályafutását, amely során egyszer sem állították ki. Összesen 546 Bundesliga mérkőzésen szerepelt és ezzel negyedik az örökranglistán.

### A válogatottban
1979 és 1981 között öt alkalommal szerepelt a nyugatnémet válogatottban. 1979. november 21-én a szovjet válogatott ellen debütált 15 percnyi játékkal. Tagja volt 1980-as Európa-bajnok csapatnak, ahol a csoportmérkőzések során Görögország ellen lépett pályára.

### Edzőként
Edzői pályafutását utolsó klubjában, a VfB Oldenburgban kezdte az 1997–98-as idényben. A következő idényben az SV Meppen együttesének szakmai munkáját irányította. Mindkét csapattal a regionális bajnokságban szerepelt. 2002 és 2004 között a másodosztályú Union Berlin csapatánál tevékenykedett. 2004 óta Werder Bremen korosztályos csapatainál dolgozik és fiatal tehetségek felkutatásával foglalkozik.

## Sikerei, díjai
NSZK
- Európa-bajnokság
  - Európa-bajnok: 1980, Olaszország

 Atlético de Madrid
- Spanyol kupa (Copa del Rey)
  - győztes: 1985

 Werder Bremen
- Német bajnokság (Bundesliga)
  - bajnok: 1987–88, 1992–93
- Német kupa (DFB-Pokal)[1]
  - győztes: 1991, 1994
  - döntős: 1989, 1990
- Kupagyőztesek Európa-kupája (KEK)
  - győztes: 1991–92